# سوني سعد
سوني سعد (مواليد 17 أغسطس 1992) هو لاعب كرة قدم لبناني، يلعب في مركز الهجوم لصالح نادي الأنصار اللبناني والمنتخب الوطني اللبناني.
ولد سوني سعد في الولايات المتحدة ويحمل الجنسية اللبنانية، في الواقع بينما كان يمثل بلده الأصلي على مستوى الشباب حتى عام 2010 غير سعد ولائه للبنان في 2013

## مسيرة الأندية

### الشباب والكليات
سجل سعد رقما قياسيا في موسم وحيد برصيد 76 هدفا في موسم 2009، في حين أنهى مسيرته في المدرسة الثانوية برقم 172 هدف، بالإضافة إلى 51 تمريرة حاسمة محطماً الرقم القياسي السابق لأهداف المدارس الثانوية في موسم واحد 69 في عام 2000،  كما حصل على لقب «رابطة مدربي ميشيغان لكرة القدم» لعام 2009 بعنوان "Mr. Soccer"، وحصل على لقب Gatorade National لعام 2009.
حصل سعد على موسم ناجح للغاية، حيث سجل 19 هدفًا، وحطم الرقم القياسي السابق البالغ 14 هدفًا لأهداف طلبة في «جامعة ميشيغان»، بينما سجل أرقامًا قياسية في النقاط والنقاط الإجمالية.
وساعد الفريق على الفوز بـ«مسابقة بطولة العشرة الكبار» لأول مره، وحصل على لقب «طلبة العام العشرة الأوائل»،  غادر سعد المدرسة بعد عامه الأول للبحث عن عقد احترافي مع فريق أوروبي.

### سبورتنج كانساس
في يونيو 2011 وقع سعد عقدًا احترافيًا مع سبورتينغ كانساس سيتي المشارك في الدوري الأمريكي لكرة القدم، وفي 5 يوليو 2011 فاز سبورتنج كانساس سيتي بخدماته في نظام اليانصيب الموزون الذي يستخدمه الدوري لتوزيع اللاعبين الذين يوقعون مع الدوري بعد MLS SuperDraft.
ظهر سوني لأول مرة في 17 أغسطس 2011، خلال عيد ميلاده التاسع عشر،  وسجل هدفًا لأول مرة في الدقيقة 72، بعد تسع دقائق فقط من بداية المباراة. سجل سوني أيضًا هدفين إضافيين في المباريات الاحتياطية ضد كولورادو رابيدز،  وإف سي دالاس،  وسجل مرة أخرى في مباراة ودية ضد غوادالاخارا في 12 أكتوبر 2011.
خلال إقامته لمدة ثلاث سنوات سجل سعد ثمانية أهداف في الدوري في 58 مباراة.

### تايلاند
في 8 ديسمبر 2014 وقع سعد مع نادي بوليس تيرو ثم خرج على سبيل الإعارة إلى بتايا يونايتد ‏، حيث سجل تسعة أهداف في 28 مباراة في الدوري خلال موسم الدوري التايلاندي 2016.

### العودة إلى سبورتنج كانساس
أعلن سبورتنج كانساس سيتي عن الاستحواذ على سوني سعد في عقد مدته سنتان لموسم 2018، مع خيار تمديده لموسم 2019. بعد إرساله على سبيل الإعارة إلى Swope Park Rangers، وهو ناد لبطولة USL التابعة لـ Sporting Kansas، تم التنازل عن سعد خلال موسم 2018.

### نادي إندي إليفن
في 21 شباط (فبراير) 2018، انضم سعد إلى إندي إليفن في دوري يونايتد سوكر ليج،  وسجل خمسة أهداف في 29 مباراة.

### الأنصار

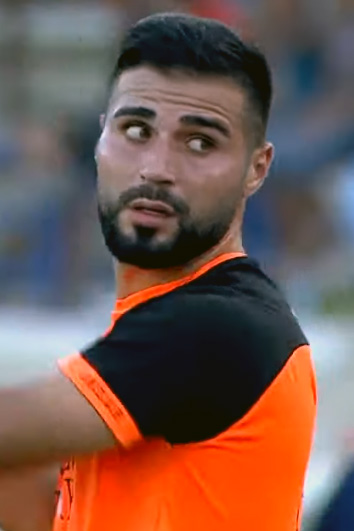
سعد مع الأنصار في 2019

في العام التالي أعلن نادي الأنصار اللبناني توقيع عقد مع سوني سعد في 18 كانون الثاني/يناير) 201. وفي أول مباراة له في 27 يناير 2019 في دوري كرة القدم اللبناني 2018-19، سجل مرة واحدة ضد الصفا.
وفي 15 فبراير 2019 سجل سعد تسديدة بعيدة من مسافة 30 مترًا، بعد فوز 4-0 على سلام زغرتا. وفي 10 مايو 2019 سجل سعد في الربع النهائي من كأس الاتحاد اللبناني مما ساعد فريقه على هزيمة النجمة في دربي بيروت.
في عامه الأول في النادي سجل سعد ستة أهداف في 10 مباريات مع الأنصار،  بالإضافة إلى هدف الكأس، واحتل المركز الثاني في الدوري.

## مسيرة دولية

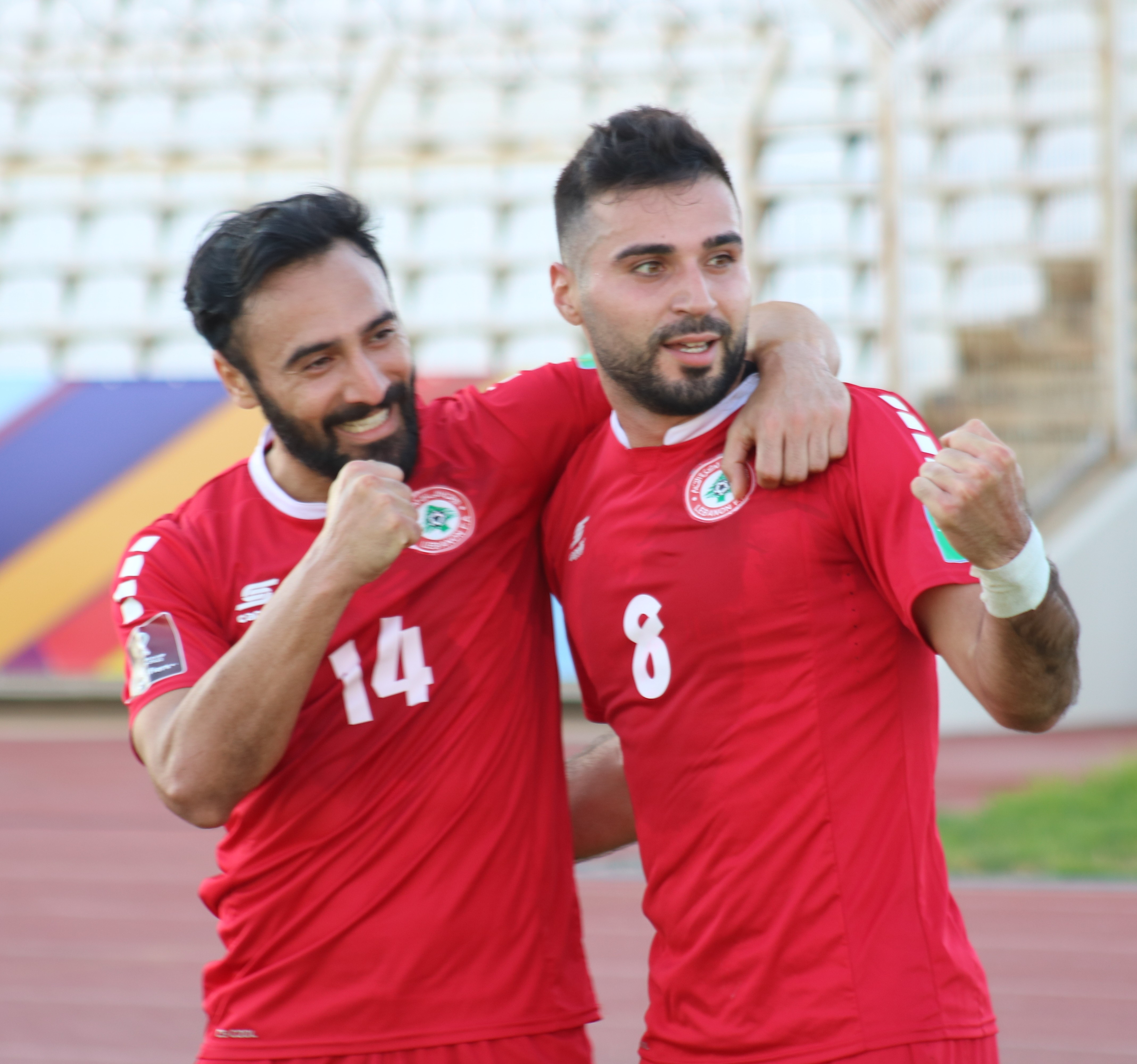
سعد (يمين) يحتفل مع زميله نادر مطر (يسار) بعد تسجيله مع المنتخب اللبناني ضد منتخب إيران في 2021

يحمل سعد الجنسية اللبنانية بسبب أصوله،  هاجر والده من لبنان إلى الولايات المتحدة في الثمانينيات هربًا من الحرب الأهلية اللبنانية.
تلقى سعد أول مكالمة هاتفية للانضمام إلى فريق الولايات المتحدة الوطني لكرة القدم لأقل من 20 عامًا في ديسمبر 2010،  ولعب في مباراة واحدة ضد كندا، وسجل مرة واحدة.
في مايو 2013 أصبح سعد مؤهلاً للانضمام إلى منتخب لبنان لكرة القدم وقَبِل الدعوة لاستضافة مباراة ودية ضد عُمان في 29 مايو. وحينها أصبح سعد أول لاعب كرة قدم في الدوري الأمريكي ينضم للفريق الوطني في لبنان،  وفي البداية لعب سعد أول مباراة دولية له في المباراة وسجل هدف لبنان الوحيد في نهاية المطاف بالتعادل 1-1 في الدقيقة 62.
في مارس 2013 سجل هدف لبنان الثالث ضد تايلاند في فوزه 5-2 في التصفيات المؤهلة لكأس آسيا 2015، وبعد عامين في سبتمبر 2016 سجل هدفه الثالث للبنان ضد أفغانستان في مباراة ودية.

### أهداف دولية
| # | تاريخ         | مكان                              | الخصم     | نتيجة | نتيجة | منافسة               | مصدر   |
| - | ------------- | --------------------------------- | --------- | ----- | ----- | -------------------- | ------ |
| 1 | 29 مايو 2013  | استاد خليفة الدولي، الدوحة، قطر   | عمان      | 1 -1  | 1-1   | ودود                 | [ 28 ] |
| 2 | 5 مارس 2014   | ملعب راجامانغالا، بانكوك، تايلاند | تايلاند   | 3 -1  | 5-2   | 2015 تصفيات كأس آسيا | [ 29 ] |
| 3 | 5 سبتمبر 2016 | ملعب رشيد كرامي، طرابلس، لبنان    | أفغانستان | 1 -0  | 2-0   | ودود                 | [ 30 ] |

### إحصائيات المسيرة الدولية
- اعتبارًا من 11 أكتوبر 2018 [31]

| منتخب لبنان | منتخب لبنان | منتخب لبنان |
| عام         | الظهور      | الأهداف     |
| ----------- | ----------- | ----------- |
| 2013        | 2           | 1           |
| 2014        | 2           | 1           |
| 2015        | 0           | 0           |
| 2016        | 4           | 1           |
| 2017        | 2           | 0           |
| 2018        | 1           | 0           |
| مجموع       | 11          | 3           |

## التكريمات والإنجازات

### النادي
سبورتنج كانساس سيتي
- بطولة الولايات المتحدة المفتوحة: 2012، 2017 [32]
- كأس MLS: 2013 [32]
- مؤتمر الشرق MLS: 2013 [33]

الأنصار
- المركز الثاني في الدوري اللبناني لكرة القدم: 2018-1919

## روابط خارجية
- سوني سعد على موقع دوري كوريا الجنوبية (الإنجليزية)
- سوني سعد على موقع الدوري الأمريكي (الإنجليزية)
- سوني سعد على موقع قاعدة بيانات كرة القدم.إي يو (الإنجليزية)
- سوني سعد على موقع ناشيونال فوتبول تيمز (الإنجليزية)
- سوني سعد على موقع Soccerbase.com (لاعب) (الإنجليزية)
- سوني سعد على موقع Soccerway.com (الإنجليزية)
- سوني سعد على موقع عالم كرة القدم.نت (الإنجليزية)
- سوني سعد على موقع كووورة
- Soony Saad at Major League Soccer
- سوني سعد  على سكروي (2011–2018)
- سوني سعد  على سكروي (2018–)
- Soony Saad at TopDrawerSoccer.com
- Soony Saad at Michigan
- Soony Saad at US Soccer